# Guillermo Baeza Somellera
Guillermo Baeza Somellera (Guadalajara, Jalisco, 20 de junio de 1937-28 de marzo de 1990) fue un empresario y político mexicano, miembro del Partido Acción Nacional (PAN). Fue diputado federal de 1970 a 1973.

## Biografía
Realizó sus estudios de primaria, secundaria y preparatoria en el Instituto de Ciencias de Guadalajara y fue licenciado en Derecho por la Universidad de Guadalajara (UdeG) de donde egresó en 1959. Fue miembro del PAN desde 1958.
Fue regidor del ayuntamiento de Guadalajara de 1965 a 1967 presidido por Eduardo Aviña Bátiz. En 1967 fue candidato del PAN a diputado federal por el Distrito 4 de Jalisco pero no logró ser elegido, siendo declarado ganador el candidato del PRI Felipe López Prado. De 1968 a 1970 fue presidente estatal del PAN en Jalisco.
En 1970 fue postulado por segunda ocasión candidato a diputado federal por el mismo distrito electoral, correspondiéndole el triunfo en la elección a su competidor del PRI, Porfirio Cortés Silva. Sin embargo, resultó elegido diputado de partido, ejerciendo en la XLVIII Legislatura de dicho año al de 1973, y en la que fue integrante de las comisiones de Estudios Legislativos; y, de Asuntos Generales.
Su hermano, Jorge Baeza Somellera, fue también diputado federal.